# ビンロウジ噛み
ビンロウジ噛み（ビンロウジがみ、英: Betel nut chewing）は、ビンロウジ（ビンロウの実）を消石灰（水酸化カルシウム）とキンマの葉と一緒に噛む習慣である。意識や集中力を高めるためなどの覚醒剤として使用されるが、人への医薬品としては承認されていない。中毒性があり、口の中が赤く変色したり、虫歯や口腔がんを引き起こす可能性がある。また、心臓病、肝硬変、食道がんなどのがんを引き起こす可能性もある。噛んだ後に吐き出すと赤い染みが残ることが多く、人目につく見苦しいものとみなされている。
ビンロウジと共に噛まれるものには、ミント、クローブ、ココナッツ、タバコなど様々なものが含まれることがある。ビンロウの実自体は、生のもの、乾燥したもの、発酵させたものなどがある。使用時間は数時間に及ぶことが多く、ヘビーユーザーの場合は1日に10回程度摂取することもある。半分以上の確率でタバコと一緒に噛まれており、これらはグトゥカーと呼ばれ、口腔がんのリスクをさらに高める可能性がある。主な効果はコリン作動性を持つアレコリンによるものである 。
ビンロウの実は、世界中で約6億人（人口の約15％）が使用している。男女ともによく使用される。カフェイン、アルコール、ニコチンに次いで4番目に多く使用されている中毒物質である。この習慣はアジア太平洋地域で広く行われている。欧米では一般的ではないが、米国や欧州でも合法的に購入することができる。起源は東南アジアであり、フィリピンのドゥヨン洞窟の埋葬地から紀元前4,600年頃のもである証拠が発見されている。その後数千年にわたり、ビンロウジ噛みの習慣は地域全体に広まった。最近では移住者によって他の地域にも紹介されている。これを「奇跡の治療薬」や「口臭予防薬」と誤って主張する人もいる。